# سد مجارشین
سد مجارشین، سدی است مخزنی باارتفاع ۲۴ متر، ۶ متر پی و ۱۸ متر ارتفاع تاج و با سنگ و ملات ساخته می‌شود. حجم تنظیمی این سد در حدود ۱۵۰ هزار متر مکعب و حوزه سد با مساحت تقریبی ۵ کیلومتر مربع بوده و دبی سیلاب آن ۵ متر مکعب در ثانیه می‌باشد. این سد برای تأمین آب کشاورزی ۵۰ هکتار از اراضی پایین دست آن ساخته می‌شود. این سد برای کنترل سیلابهای "آغ دره" در حال ساخت می‌باشد.
مجارشین یکی از روستاهای آذربایجان شرقی و از توابع شهرستان اسکو است که در ۳۰کیلومتری شهر اسکو قرار دارد.

## نگارخانه

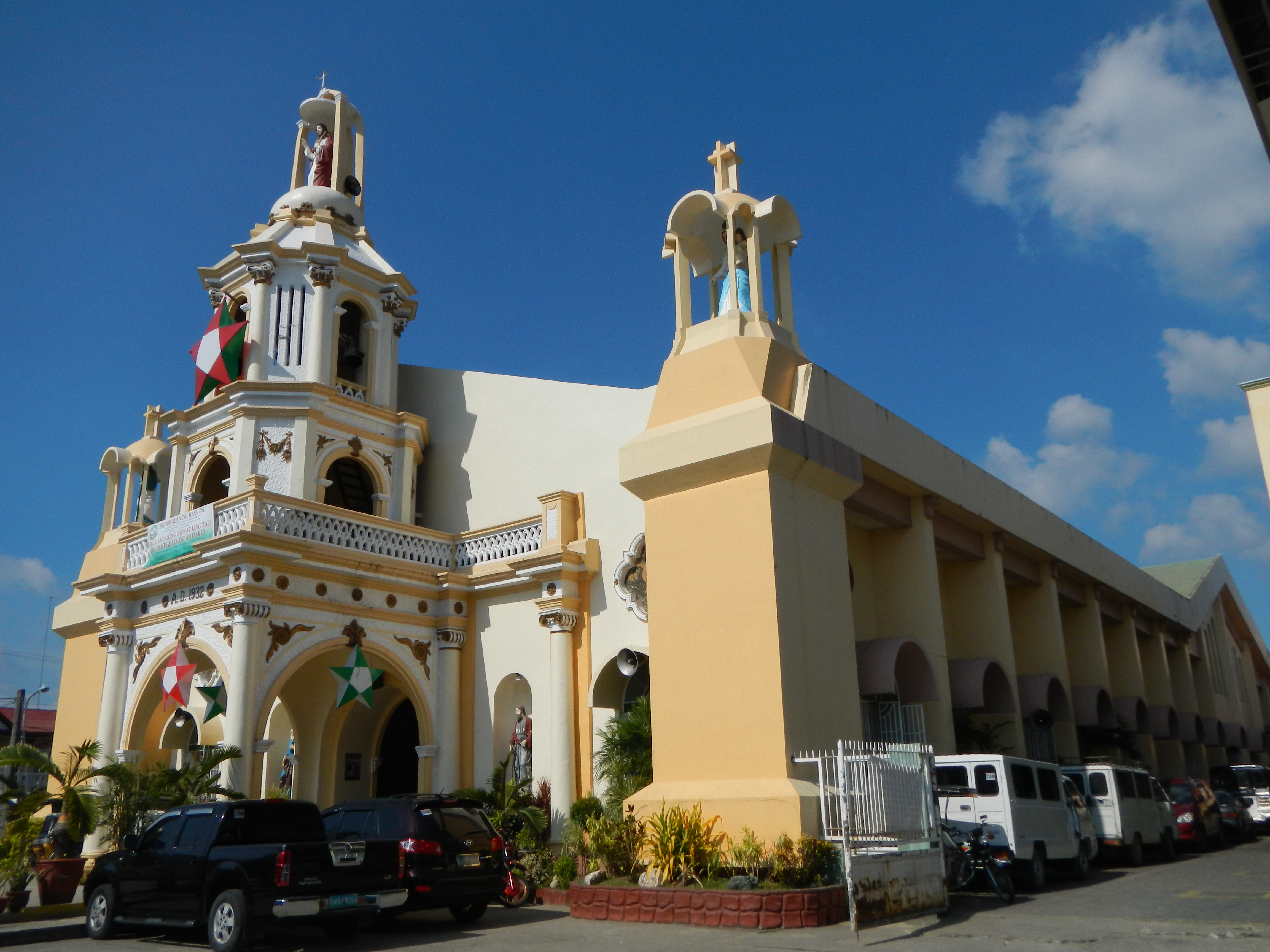